# Datu Montawal
Datu Montawal (Pagagawan) ist eine philippinische Stadtgemeinde in der Provinz Maguindanao del Sur. Sie hat 34.820 Einwohner (Zensus 1. August 2015).

## Baranggays
Datu Montawal ist politisch in elf Baranggays unterteilt.
- Balatungkayo (Batungkayo)
- Bulit
- Bulod
- Dungguan
- Limbalud
- Maridagao
- Nabundas
- Pagagawan
- Talapas
- Talitay
- Tunggol